# Оздоев, Муса Хазботович
Муса́ Хазбо́тович Оздо́ев— является первым ингушским артистом балета и хореографом современного и классического танца. Его творческий путь плодотворен и значителен своим весомым в кладом в развитие национальной хореографии и российского балетного искусства. Поступив в хореографическое училище при Большом театре СССР в 1968 году и окончив его в 1974 году начал свою трудовую деятельность в балетных театрах страны.
Участие в классических балетах — исполнение партий Альберта в « Жизеле» А.Адана, Хоакина в « Звезде и смерти Хоакина Мурьетты» А.Артемьева, Крапивина в « Беге» А.Шнитке приобщило танцовщика к большой классике и сыграло важную роль в формировании и развитии балетмейстерской деятельности М. Х. Оздоева.
Усвоение классических основ М. Х. Оздоев сочетал с исполнением лирических, лирико-драматических и героических партий.
Не порывая до конца с исполнительским творчеством М. Х. Оздоев работает хореографом-постановщиком, директором и художественным руководителем театра «Камерный балет» в г. Перми. Здесь им были поставлены « Болеро» М.Равеля, «Приключение принца» на музыку современных рок-композиторов, « Двое» В.Лобоса, «Крик души» П.Габриеля, а также четырнадцать шоу-программ для театра моды «Танцующие модели».
В 1992 г Муса Оздоев, как исполнитель, представляя пермский современный театр «Балет Евгения Панфилова», стал лауреатом Парижского международного конкурса
джазового, современного и классического танца им. А.Волинина
В 1998г за созданный номер « Шар Пикассо» для
международного конкурса в Париже в номинации" Цирк будущего" (для солистки пермского циркового театра под
руководством Бориса Радостева) хореограф Оздоев М. Х. стал лауреатом конкурса .
В 1999 г
за постановку номера « Диаболо» М. Х. Оздоев в исполнении того же коллектива на международном конкурсе в Монте-Карло получил кубок « За оригинальность
постановки».
В 2000 г. он был приглашён в
Ингушетию на должность первого зам.министра культуры республики а 2001 г. утвержден на должность министра культуры РИ. За время работы на этом
посту он последовательно и кропотливо формирует инфраструктуру культуры республики и её духовную атмосферу. В
выдвинутых им проектах вопросы культуры рассматривались в контексте
межнациональных отношений, взаимопонимания между народами России и обмена
культурных достижений.
Его
творческая деятельность в Дагестане
началась в июле 2003 года с премьеры первого дагестанского национального
современного балета « Горянка» М.Кажлаева по поэме Р.Гамзатова.
Муса Оздоев — основоположник
балетного искусства в Дагестане.
В 2006 г он возглавил балетную труппу Дагестанского
государственного театра оперы и балета. Он начинает ставить спектакли разных
музыкальных жанрах и формирует своё видение особенностей становления балетного
искусства в Дагестане.
В
постановках « Поэт и Муза», «Гамлет», "Ромео и
Джульетта"П.Чайковского, «Людвиг ван Бетховен» Л.Бетховена, " Горянка ", « Имам
Шамиль», «Легенда о любви» на музыку М.
Кажлаева, «Энигма» М.Крету и «Чарли — Великий маг» на музыку Ч.Чаплина и современных
композиторов, наметились индивидуальные особенности Оздоевского почерка, выразившиеся
в повышенному интересу к средствам драматической
экспрессии, углубленном внимании к психологии действующих лиц, к драматической основе
танца, в стремлении к взаимодействию хореографических приёмов.
Оздоев
М.Х. живо интересовался не только балетной, но и театральной жизнью страны. Он
наладил тесные творческие контакты с известными композиторами С. Колмановским , М. Кажлаевым, Ш. Чалаевым, М.
Гусейновым, которые стали музыкальными руководителями его спектаклей.
Оздоев
М.Х. является режиссёром и хореографом в
музыкальных спектаклях «Колесо жизни» П.Габриэля, Р.Гаджиалиева, « Земля и
небо» М.Кажлаева, «Солнечный диск» и «Камалил Башир» Ш.Чалаева в Лакском
музыкально-драматическом театре им. Э.Капиева.
В Аварском музыкально драматическом театре
им. Г.Цадасы он создал хореографию к спектаклям « Кровавая
свадьба» по Г.Лорке и «Песнь вечной любви» по Р.Гамзатову.
М.Оздоевым написаны либретто к балетным спектаклям: « Горянка», «Имам
Шамиль», « Ватан», « Притча о художнике», « Энигма», « Чарли — Великий маг»,
« Легенда о любви», «Поэт и муза», «Гамлет», « Ромео и
Джульетта», « Белый голубь»,
« Людвиг ван
Бетховен».
С
сентября 2007 г. он преподаёт в Дагестанском колледже искусства и культуры — уроки классического танца. С 2011 г. является
профессором в Дагестанском государственном университете на кафедре культуры.
За время работы в республике М. Х. Оздоев воспитал большое число исполнителей, которых
приняли в профессиональные коллективы Дагестана.
М.
Оздоев востребован, как хореограф, и в российских балетных театрах.
Для классического
тетра «Русский Имперский балет» им поставлен отрывок из балета «Горянка» на
музыку М.Кажлаева, а для Пермского
театра оперы и балета им. П. И. Чайковского балетная миниатюра «Бахиана»
Э.Вила-Лобоса специально для международного конкурса «Арабеск».
В театре
«Камерный балет» г. Перми им были поставлены четыре балета, семь миниатюр и
двенадцать шоу- программ.
Для
республики Ингушетия М. Х. Оздоев создал три фольклорно-этнографических спектакля и
народные танцы «Эзди» и «Сийди» для государственного
ансамбля танца «Ингушетия».
Коллектив балета под его руководством гастролировал в 2005 году в г.
Москве на сцене РАМТа, в 2008 году выступал в КДС на днях культуры республики
Дагестан, а в 2012 году на сцене КДС
в днях культуры республики Ингушетия.
В 2011 г. балетный коллектив выезжал
на фестиваль «Белые ночи в Перми» где был удостоен благодарственного письма от
руководства Пермского академического
театра оперы и балета и дирекции по внешнекорпоративной деятельности .
Балетная
труппа Дагестанского государственного театра оперы и балета за участие в
Региональном фестивале фольклорных коллективов в 2012 г. в республике Ингушетия
награждён дипломом «За высокое исполнительское мастерство».
Любовь к
искусству, творчеству, к духовной
чистоте и высокой нравственности — основные качества творческой деятельности М.Оздоева.
В 2006 году М.Оздоева наградили именной золотой
медалью Имама Шамиля, учрежденным «Международным фондом Имама Шамиля» за
раскрытие образа главного героя в спектакле « Имам Шамиль».
Российское авторское общество в 2007 г.
наградил Оздоева М. Х. почетным дипломом «За личный вклад в развитии системы
охраны интеллектуальной собственности в Российской Федерации».
За
большую работу по эстетическому и духовно-нравственному воспитанию между
народами и представителями разных поколений Оздоев М. Х. награждён Дипломом
Государственного комитета РФ по делам молодёжи, национального Артийского
комитета России, Министерства культуры РФ и организационного комитета Артиады
России.
За огромный вклад в развитие хореографической культуры, сценического творчества России и плодотворную исполнительскую деятельность
Оздоев М. Х. удостоен почётных званий: « Народный артист Республики Дагестан»,
«Народный артист Республики Ингушетия», « Заслуженный артист Российской
Федерации».
М. Оздоев — человек креативного мышления,
со своим особым взглядом и точкой зрения. Его поиски и эксперименты дают
интересные результаты: постановки основаны на слиянии разных культур и
хореографических жанров, сочетающих в себе национальные, классические и
современные направления . Цель хореографа — создание нового стиля -
Кавказского национального балета.

## Биография
Муса Оздоев родился в Ингушетии.
- Артист балета Молдавского театра оперы и балета.
- Солист балета Азербайджанского театра оперы и балета им. М. Ф. Ахундова.
- Ведущий солист Северо-Осетинского государственного музыкального театра (в течение 10 лет работал ведущим солистом балета).
- Солист Пермского балета.
- Лауреат международного конкурса современного балета на приз им. А. Волинина (Франция, 1992 г.).
- Директор и художественный руководитель «Камерного театра» в городе Пермь.
- Доцент на кафедре хореографии в Пермском Государственном институте культуры.
- Министр культуры Ингушетии.
- С 2005 года художественный руководитель Дагестанского театра оперы и балета.

## Театральные постановки
1. «Горянка» М. Кажлаев (балет) — 2003 г. (хореограф)
2. «Колесо жизни» П. Габриэль (мюзикл) — 2003 г. (реж. и хореограф)
3. «Денеб – Новая звезда» (шоу) — 2003 г. (муз.реж. и хореограф)
4. «Солнечный диск» (музыкальный спектакль) — 2005 г. (реж. и хореограф)
5. «Имам Шамиль» М. Кажлаев (балет) — 2006 г. (хореограф)
6. «Энигма» М. Крету (балет) — 2007 г. (хореограф)
7. «Плутни Скапена» (драм. сп-ль) — 2008 г. (хореограф)
8. «Чарли – Великий маг» (балет) — 2009 г. (хореограф)
9. «Кровавая свадьба» (драм. сп-ль) — 2009 г. (хореограф)
10. «Валида» М. Кажлаев (оперетта) — 2010 г. (муз. реж. и хореограф )
11. «Земля и небо» М. Кажлаев (ревю) — 2010 г. (реж. и хореограф)
12. «Имам Шамиль» М. Кажлаев (балет - 2-я версия) — 2010г. (хореограф)
13. «Колесо жизни»  П. Габриэль (мюзикл - 2-я версия) — 2010 г. (реж. и хореограф)
14. «Легенда о любви» М. Кажлаев (балет) — 2011 г. (хореограф)
15. «Поэт и Муза» П. Чайковский (балет) — 2011 г. (хореограф)
16. «Гамлет» П. Чайковский (балет) — 2012 г. (хореограф)
17. «Энигма» М. Крету (балет - 2-я версия) — 2012 г. (хореограф)
18. «Шарвили» М. Гусейнов (опера) — 2013 г. (хореограф)
19. «Дом Бернарды Альбы» (драм. сп-ль) — 2013 г.(хореограф)
20. «Ромео и Джульетта» П. Чайковский (балет) — 2013 г. (хореограф)
21. «Песнь вечной любви» (муз. сп-ль) — 2013 г. (хореограф)
22. «Камалил Башир» Ш. Чалаев (муз. сп-ль) — 2014 г. (реж. и хореограф)
23. «Ханума» Г. Канчели (муз. сп-ль) — 2014 г. (хореограф)
24. «Людвиг ван Бетховен» Л. Бетховен (балет) — 2014 г. (хореограф)
25. «Жди меня» В. Гевиксман (балет) - 2015 г. (хореограф)
26. «Невыплаканные слёзы» (драм. сп-ль) - 2015 г. (хореограф)
27. «Тамара» М. Балакирев (балет) - 2016 г. (хореограф )
28. «Рапсодия любви» М. Гусейнов (балет) - 2018г. (хореограф и художник по костюмам)
29. «Сильва» И. Кальман (оперетта) - 2017 г. (хореограф)
30. «Навруз» Р. Фаталиев (детская опера) - 2018 г. (хореограф)
31. «Ревизор» (драм. спек.) - 2019 г. (хореограф)
32. «Прерванный полет» Ш. Чалаев (балет) - 2019 г. (хореограф)
33. «Carmina Burana» К. Орф (вокально-хореографическое представление) - 2019 г. (хореограф)

## Признание и награды
- Орден «За заслуги в культуре и искусстве» (30 мая 2025 года) — за вклад в развитие отечественной культуры и искусства, многолетнюю плодотворную деятельность[1].
- Заслуженный артист РФ (30 августа 1996 года) — за заслуги в области искусства[2]
- Народный артист Республики Дагестан (7 декабря 2012 года[3]
- Заслуженный артист Республики Дагестан (21 января 2004 года) — за заслуги в области хореографического искусства и высокое исполнительское мастерство[4]
- Народный артист Ингушетии (1995 год)